# Koro-pok-guru
Koropokkuru (tiếng Nhật: コロポックル), hay Koro-pok-kuru, korobokkuru, koropokkur, là một tộc người tí hon trong truyền thuyết dân gian của tộc Ainu ở phía bắc Nhật Bản. Tên gọi ấy được phân tích theo truyền thống là sự kết hợp giữa ba từ: kor hoặc koro ("cây butterbur"), pok ("bên dưới"), và kur hay kuru ("con người") và được giải thích như là "những người sống dưới tán lá butterbur" theo ngôn ngữ Ainu.
Tộc Ainu tin rằng koro-pok-guru là những người đã sống tại vùng đất của họ trước đây. Đó là những người vóc nhỏ, nhanh nhẹn, và câu cá rất tài. Koro-pok-kuru sống trong những cái hố có mái làm bằng lá butterbur.
Trước đây, koro-pok-guru và Ainu có quan hệ khá tốt. Họ cho người Ainu nai, cá, những trò chơi khác và trao đổi hàng hoá. Tuy nhiên rất khó để thấy được những con người nhỏ bé ấy, vì vậy mà người koro-pok-guru chỉ mang hàng hoá đến trong đêm.
Đến một ngày, một người Ainu trẻ tuổi quyết phải thấy được một koro-pok-guru tận mắt, thế nên anh ta đã chờ đợi bên cửa sổ để bắt giữ koro-pok-guru. Và đó là một phụ nữ koro-pok-guru xinh đẹp, người đã rất tức giận với hành động lỗ mãng của chàng thanh niên. Sau sự việc đó, người koro-pok-guru biến mất. Dù vậy, tộc Ainu tin rằng người koro-pok-guru vẫn còn tồn tại rải rác đâu đó trên vùng đất cũ.